# Ulepiony świat
Ulepiony świat – szesnasty album zespołu Nagły Atak Spawacza.

## Zapowiedzi
Przerwa od wydania poprzedniego albumu Nagłego Ataku Spawacza – Dancing u Zenka (2009) – wynosiła 10 lat.
O reaktywacji zespołu i płycie mówiono już w 2017 roku, jednak 20 sierpnia 2017 roku wytwórnia Platinum Records wydała oświadczenie informujące, że do reaktywacji zespołu nie dojdzie z powodu niedoszłego członka składu – Cypisa.
W 2019 projekt został reaktywowany przez Kaczmiego, Małpę i DJ Jaxona, którzy zapowiedzieli premierę nowej płyty na 22 listopada 2019. Ostatecznie płyta "Ulepiony świat" miała premierę 29 listopada 2019, a gościnnie wystąpili również Fazi, Rafi, Chwytak, DJ Soina i Cypis.

## Lista utworów
1. Intro
2. Czekolada feat. Qlop, Dj Soina
3. Ulepiony świat feat. Fazi
4. Biesiada feat. Cypis
5. Jesteś tu feat. Rafi
6. Skit /Będę grał/
7. Gracz
8. Halina
9. Ufo feat. Respo
10. Tom i Sancho
11. Twój stary feat. Fazi
12. Wóda i łycha feat. Chwytak
13. Outro